# Vozvrata net
Vozvrata net (russisk: Возврата нет) er en sovjetisk spillefilm fra 1973 af Aleksej Saltykov.

## Medvirkende
- Nonna Mordjukova som Antonina Kasjirina
- Vladislav Dvorzjetskij som Nikolaj Jakovlevitj Nikitin
- Olga Prokhorova som Irina Aleksejevna
- Nikolaj Jeremenko som Grigorij
- Tatjana Samojlova som Nastjura Sjevtsova